# Effet Rashōmon

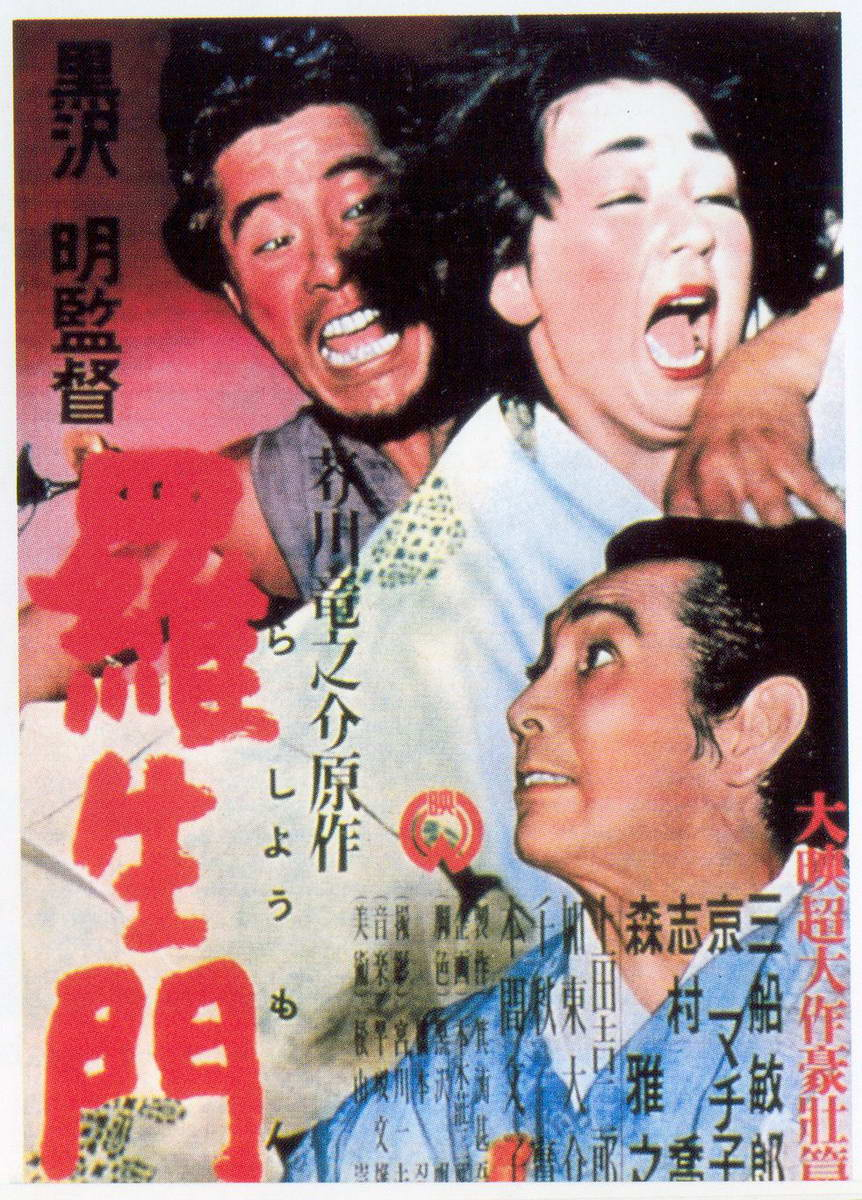
Affiche de Rashōmon.

Pour les articles homonymes, voir Rashōmon.
L'effet Rashōmon est un concept désignant le fait qu'un événement puisse être interprété différemment selon les individus impliqués. Il tire son nom du film Rashōmon (1950) d'Akira Kurosawa dans lequel un meurtre est décrit par quatre témoins qui en donnent tous leur propre version. Le concept aborde les motifs, le mécanisme et les occurrences du compte rendu des circonstances, ainsi que les interprétations contestées d'événements, l'existence de désaccords concernant la preuve d'un événement, la subjectivité de la perception et de la mémoire humaine.
L’effet est défini par Robert Anderson, professeur de communication à l'université Simon Fraser de Vancouver comme la « désignation d'un cadre épistémologique — ou les façons de penser, de connaître et de se souvenir — nécessaire à la compréhension de situations complexes et ambiguës » :

« L'effet Rashōmon ne concerne pas uniquement les différences de perspective. Il est présent en particulier lorsque de telles différences sont associées à l’absence de preuves permettant de conforter ou de disqualifier toute version de la vérité, ainsi qu’à la pression sociale exercée en faveur de la clôture du débat. »

« Ma propre compréhension de ses origines est apparue beaucoup plus tôt en entendant mon professeur préféré, Nur Yalman (en) [en 2016, professeur émérite de l'université Harvard], nous dire dans un cours à l'université de Chicago début 1966 que « le principal problème de l'anthropologie est de traiter de l'effet Rashōmon ». Contrairement à certains étudiants diplômés dans cette pièce de Chicago, j’avais vu le film [Rashōmon] en 1961 ou 1962, et cette remarque a cristallisé quelque chose […] dans ma mémoire. Je suppose que l'effet Rashōmon a été mis en évidence dans de nombreuses entreprises intellectuelles historiques traitant d'interprétations contestées d'événements ou de désaccords et de preuves à leur sujet, ou de subjectivité/objectivité, de mémoire et de perception. Un exemple pertinent est le poème The Ring and the Book de Robert Browning […] publié en 1868–9. »

## Œuvres

### Cinéma
- 1950 : Rashōmon d'Akira Kurosawa
- 1971 : Une nuit mouvementée de Mario Bava
- 1997 : Jackie Brown de Quentin Tarantino. La scène où Jackie Brown est dans le magasin du centre commercial pour acheter son costume, est filmée avec trois points de vue différents selon les personnages du film[4],[5].
- 2004 : Virumaandi (en) de Kamal Haasan
- 2005 : La Véritable Histoire du Petit Chaperon rouge
- 2014 : Ulidavaru Kandanthe (en) de Rakshit Shetty (en)
- 2015 : Talvar de Meghna Gulzar
- 2016 : Mademoiselle de Park Chan-wook
- 2021 : Le Dernier Duel de Ridley Scott
- 2022 : Parole (en) de Dwarakh Raja

### Séries télévisées
- 1990 : A Matter of Perspective (en) (Question de perspective), 14e épisode de la saison 3  de Star Trek : La Nouvelle Génération
- 1992 : P.O.V. (Version originale), 7e épisode de la saison 1 de Batman
- 1998 : Bad Blood (Le shérif a les dents longues), 12e épisode de la saison 5 de X-Files
- 2010 : The Rashomon Job (Le Coup du musée Boston), 11e épisode de la saison 3 de Leverage
- 2013 : The Ashtray (Le Cendrier), 17e épisode de la saison 8 de How I Met Your Mother

### Livres
- 1997 : Le Cercle de la croix de Iain Pears